# Pokal evropskih prvakov 1969/70 (hokej na ledu)
Pokal evropskih prvakov 1969/70 je peta sezona hokejskega pokala, ki je potekal med 13. septembrom in 10. oktobrom. Naslov evropskega pokalnega zmagovalca je osvojil klub CSKA Moskva, ki je v finalu premagal Spartak Moskvo.

## Tekme

### Prvi krog
| 1. klub           | Rezultat          | 2. klub              |
| ----------------- | ----------------- | -------------------- |
| HC Gardena        | 4:6, 1:5          | EC KAC               |
| Leksands IF       | 8:2, 1:7 (5:2 KS) | HIFK                 |
| Esbjerg           | 1:6, 2:9          | EV Füssen            |
| HC Saint-Gervais  | 0:6, 0:8          | HC La Chaux-de-Fonds |
| Újpesti TE        | 4:5, 5:3          | CSKA Sofija          |
| Podhale Nowy Targ | 10:2, 2:4         | HK Jesenice          |

### Drugi krog
| 1. klub       | Rezultat  | 2. klub              |
| ------------- | --------- | -------------------- |
| EC KAC        | 8:3, 4:3  | Újpesti TE           |
| EV Füssen     | 1:1, 1:2  | HC La Chaux-de-Fonds |
| Leksands IF   | 7:3, 5:4  | SG Dynamo Weißwasser |
| Dukla Jihlava | 11:1, 5:4 | Podhale Nowy Targ    |

### Četrtfinale
| 1. klub              | Rezultat | 2. klub       |
| -------------------- | -------- | ------------- |
| EC KAC               | 4:7, 2:8 | Dukla Jihlava |
| HC La Chaux-de-Fonds | 1:8, 1:5 | Leksands IF   |

### Polfinale
| 1. klub       | Rezultat | 2. klub        |
| ------------- | -------- | -------------- |
| Leksands IF   | 2:6, 1:6 | CSKA Moskva    |
| Dukla Jihlava | 3:4, 2:8 | Spartak Moskva |

### Finale
| 1. klub        | Rezultat | 2. klub     |
| -------------- | -------- | ----------- |
| Spartak Moskva | 3:2, 5:8 | CSKA Moskva |